# Kuminskij
Kuminskij (ros. Куминский) – osiedle typu miejskiego w Rosji, w Chanty-Mansyjskim Okręgu Autonomicznym, w rejonie kundińskim. W 2010 liczyło 3116 mieszkańców.